# Kim Lư
Kim Lư là một xã thuộc huyện Na Rì, tỉnh Bắc Kạn, Việt Nam.

## Địa lý
Xã Kim Lư có vị trí địa lý:
- Phía bắc giáp xã Cường Lợi
- Phía đông giáp tỉnh Lạng Sơn
- Phía nam giáp xã Cư Lễ và tỉnh Lạng Sơn
- Phía tây giáp xã Sơn Thành và thị trấn Yến Lạc.

Xã Kim Lư có diện tích 55,85 km², dân số năm 2019 là 2.263 người, mật độ dân số đạt 41 người/km².
Sông Bắc Giang chảy qua địa bàn phía bắc của xã Kim Lư với các phụ lưu khuổi Chang, khuổi Trình ở tả ngạn, khuổi Kẻn, khuổi Kế, khuổi Cằng ở hữu ngạn.

## Hành chính
Xã Kim Lư được chia thành 13 bản: Đồng Tâm, Cháng, Phiêng Độc, Khuổi Ít, Lủng Tao, Khum Mằn, Đâng, Nà Pài, Pò Khiển, Nà Đon, Hát Luông, Lùng Cào, Háng Cáu.